# Desmotes incomparabilis
Desmotes incomparabilis là một loài thực vật có hoa trong họ Cửu lý hương. Loài này được (H.P.Riley) Kallunki mô tả khoa học đầu tiên năm 1992.